# ムルングシ大学
ムルングシ大学(ムルングシだいがく、英語: Mulungushi University）は、ザンビア・カブウェに2008年1月ザンビア国内で3番目に開かれた総合大学。略称はMU。前身は単科大学の国立経営開発大学（National College of Management and Development Studies）。ザンビア政府とコンコラ銅山（Konkola Copper Mines）との産官提携によって総合大学に改組した。大学は現在学士課程を通学及び遠隔教育で行っている。2009年現在500人以上の遠隔教育学生が在籍している。これらの学生の多くは旧国立経営開発大学の学生である。

## 施設
- グレートノースロード・キャンパス(Great North Road Campus) - カブウェの北26kmのムルングシ河畔に所在する[1]。
- カブウェタウン・キャンパス(Kabwe Town Campus) -　カブウェ中心部、ムバンガ通り沿いに所在する[1]。